# Jack O'Lantern (Marvel Comics)
Jack O'Lantern (en Español Cabeza de Calabaza) es la identidad de variossupervillanos que aparecen en los cómics estadounidenses publicados por Marvel Comics.

## Biografía ficticias

### Jason Macendale
El original Jack O'Lantern fue el exagente deshonrado de la CIA Jason Macendale, quien asumió la identidad después de varios años de trabajo como mercenario independiente. Macendale era principalmente un enemigo de Spider-Man y durante su tiempo bajo esa identidad, formó una relación de trabajo con el Hobgoblin. Sin embargo, ese Hobgoblin resultó ser un peón con el cerebro lavado del verdadero Hobgoblin (Roderick Kingsley).
Cuando Hobgoblin puso en peligro la vida de Jack O'Lantern para perseguir a Spider-Man en una batalla, ambos tuvieron una dura pelea. Macendale juró venganza para matar a Ned Leeds y quedarse con el traje de Hobgoblin.
Durante la cuarta miniserie de Secret Wars, un hombre que usaba varios alias falsos, incluido Jason Macendale, fue arrestado mientras cometía crímenes bajo el alias de Jack O'Lantern. Este Jack O'Lantern, no tenía los miembros cibernéticos del verdadero Macendale y fue arrestado por agentes de S.H.I.E.L.D. Durante el interrogatorio, afirmó llevar una «doble vida» para mantener viva la personalidad de Jack O'Lantern mientras estaba activo como Hobgoblin, llegando incluso a afirmar que también era Loco Jack. Aunque se comprobó que esto era mentira, S.H.I.E.L.D. lo dejó en libertad cuando se ofreció a renunciar al nombre.

### Steven Mark Levins
Un segundo Jack O'Lantern fue presentado en Captain America # 396, que luchó contra Capitán América y Spider-Man como Jack O'Lantern bajo el empleo de Red Skull.
Esta versión del personaje fue objeto de mucha controversia, debido a que varios años después de su presentación, se le cambió el nombre a "Loco Jack" y apareció en las páginas de Spectacular Spider-Man durante los últimos años de la década de los noventa. Loco Jack finalmente se reveló como el dúo del ex-Mysterio Daniel Berkhart y la prima de Mysterio, Maguire Beck.
No fue hasta el New Avengers Most Wanted, un compendio de personajes, que el segundo Jack O'Lantern se confirmó como una entidad separada de Loco Jack. El personaje recibió el nombre de Steven Mark Levins en dicho especial. Sin embargo, el nombre del personaje no se usaría en la historia hasta que Ghost Rider vol. 5 # 10 (2007).
Esta encarnación de Jack O'Lantern fue un criminal profesional y socio de Blackwing. Junto a Blackwing, buscó en Skullhouse y luchó primero contra el Capitán América. Con Blackwing, fue admitido como miembro provisional de la banda de operadores de Red Skull llamada Brigada de Esqueletos.
Poco después, Jack O'Lantern luchó contra Crossbones y Diamondback, y capturó Diamondback. Diamondback intentó escapar, y Jack O'Lantern luchó contra ella en el aire. Finalmente fue derrotado en combate por Falcon, y llevado a la Bóveda.
También trabajó como ejecutor del gánster Golem y en esta capacidad luchó contra el villano Capucha cuando interfirió en las maquinaciones de Golem.
Los Levins Jack O'Lantern lucharon más tarde con Union Jack junto a Shockwave y Jackhammer para atacar el túnel Támesis.
Después de su derrota, Levins fue reclutado para servir como parte del escuadrón de cazadores de héroes de los Thunderbolts durante la historia de Civil War. Mientras persigue a Spider-Man a través de las alcantarillas de Manhattan junto al Bufón en Civil War # 5, Levins fue asesinado por Punisher, quien le disparó a Levins en la cabeza, matándolo instantáneamente. Sin embargo, la muerte no sería el final de la historia de Levins. Su cadáver sin cabeza fue reanimado en Ghost Rider vol. 5, # 8, habiendo sido poseído por un fragmento del alma de Lucifer, y ahora exhibe la capacidad de separar, levitar y explotar su cabeza (ahora reemplazada con una calabaza de la vida real), entre otros poderes. Sin embargo, el Ghost Rider fue capaz delo exorciza arrancando su corazón de su pecho, poniéndolo en llamas, y poniéndolo de nuevo en su pecho, haciendo que explote por dentro.
Durante la historia del Dark Reign, Levins fue uno de los personajes muertos que vio Hércules en Erebus. Más tarde fue visto en el jurado de Plutón (junto a Abominación, Armless Tiger Man, Artume, Baron Heinrich Zemo, Comandante Kraken, Iron Monger, Kyknos, Nessus, Orka, Scourge del Inframundo y Veranke) para el juicio de Zeus.

### Loco Jack
El antiguo Mysterio Daniel Berkhart fue abordado por Norman Osborn y le proporcionó una versión del traje de Jack O'Lantern, con el alias "Loco Jack". Bajo las órdenes de Osborn, Berkhart secuestró a John Jameson y lo expuso a sustancias químicas que alteran la mente que lo convirtieron en un peón controlado por la mente, convirtiéndolo en su super-personaje lobo de alter ego El Hombre Lobo. A continuación, Jameson fue enviado a atacar a su padre, J. Jonah Jameson, para aterrorizarlo y exasperarlo con el plan de Osborn de comprar el Daily Bugle. Durante este tiempo, también acechó a la esposa de Jameson, Marla, lo que implica que los dos tenían una relación pasada que Berkhart intentó reavivar.
La relación de trabajo de Berkhart con Osborn terminó cuando el Duende Verde participó en un ritual mágico que lo dejó completamente loco. Berkhart fue abordado por Maguire Beck, la prima de Quentin Beck, el Mysterio original. Maguire convenció a Berkhart para que volviera a asumir la identidad de Mysterio después del suicidio de su prima Quentin y la identidad vestida de "Loco Jack" fue retirada. Sin embargo, cuando los dos trataron de eliminar a Spider-Man, Daredevil, J. Jonah Jameson y varios enemigos mutuos, los dos revivieron la personalidad de "Loco Jack", con Maguire usando hologramas y versiones robóticas realistas de Loco Jack y Berkhart, para servir como representantes para ella mientras ella lo puso en secreto. Al final, Maguire fue atrapada y expuesta, aunque debido a su uso de los androides Berkhart, Daredevil y Spider-Man no estaban seguros de si Berkhart realmente estaba involucrado o no. Sin embargo, Berkhart finalmente escapó con un disfraz de Mysterio, en la confusión al final.
En la miniserie Spider-Man / Black Cat: The Evil That Men Do, Francis Klum (que más tarde se convertiría en Mysterio) compró las armas y el truco de Mysterio para convertirse en otro Mysterio nuevo. El vendedor, Kingpin, dijo que había adquirido el arsenal "de Jack-O-Lantern".

### Jack O'Lantern del maestro del crimen
Después de la caída de Osborn, aparece un nuevo Jack O'Lantern trabajando para el tercer Maestro del Crimen. Cuando era niño, el niño que se convertiría en Jack O'Lantern había desobedecido a sus padres y había maltratado animales. Mientras interpretaba a Jack O'Lantern para Halloween, se encontró con una casa en la que estaba Crime Master. Crime Master tomó al niño bajo su protección y lo entrenó para ser un asesino. Fue con este entrenamiento que Jack O'Lantern mató a sus padres.
Uno de sus trabajos lo pone en conflicto con el operativo del gobierno Venom. Durante este conflicto, Flash lanzó una granada viva a la boquilla y le dislocó la mandíbula. Incluso después de la explosión, aún podía correr y retirarse. Más tarde, Maestro del Crimen puede usar contactos para descubrir la verdadera identidad de Venom, y Jack O'Lantern secuestra a la novia de Flash, Betty Brant, a cambio de que Venom permita que el Maestro del Crimen obtenga su envío de Vibranium Antártico. Cuando Venom se va para rescatar a Betty, él se distrae por la apariencia de Spider-Man, lo que lleva al simbionte a una ira incontrolable. Eventualmente Betty es rescatada en el último segundo por Spider-Man, con Venom tratando de recapturar al Maestro del Crimen. Sin embargo, Venom es atacado por Jack O'Lantern, quien proclama a Flash como su primer enemigo real, y desea venganza por la explosión de la granada desfiguradora, también burlándose de Flash por su primer nombre, "Eugene". Si bien no se ha confirmado, este nuevo Jack O'Lantern afirma haber matado a todas las demás personas para que se identifiquen con el nombre de "limpiar la marca". Jack O'Lantern es miembro de los Seis Salvajes del Maestro del Crimen.
Jack O'Lantern en su apariencia humana va primero y apunta a Betty Brant solo para terminar luchando contra Venom. Durante la pelea, Megatak ayuda a Jack O'Lantern y golpea el teléfono de Venom antes de que pueda hacer una llamada a los Vengadores en busca de ayuda. Jack O'Lantern apunta a Jessie Thompson y termina luchando contra Venom. Venom agarra el arma de Jack O'Lantern y dispara contra él antes de que Jack O'Lantern arroje ácido sobre él haciendo que Venom se enfríe en la fuente.
Jack O'Lantern luego se lanza a una matanza que se intensificó el día del padre. Venom lo rastreó hasta una alcantarilla gracias al rastro oculto que Jack O'Lantern le había dejado. Allí, descubrió que Jack había desenterrado el cadáver del padre de Flash Thompson y había volado la habitación. En la pelea que siguió, parecía que Jack O'Lantern iba a ganar hasta que Venom tomó el arma de su padre de su pistolera y le disparó. Venom eligió no matar a Jack O'Lantern.
Jack O'Lantern fue encarcelado en la Balsa. Se las arregló para continuar sus operaciones utilizando un empleado de una instalación de almacenamiento como un reemplazo que los robots de Jack O'Lantern le lavaron el cerebro.
Durante la historia de AXIS, Jack O'Lantern aparece como un miembro del grupo supervillano sin nombre de Magneto durante la lucha contra el formulario Onslaught Rojo de Red Skull. Su compás moral se invirtió con todos aquellos en Genosha cuando un hechizo destinado a afectar solo a Red Skull y afectó a todos en la isla. Luego se reincorporó a los villanos (ahora invertidos) para evitar que los X-Men invertidos detonen una bomba genética que hubiera matado a todos en la Tierra que no era un mutante. Cuando se lanzó un hechizo de reinversión, Jack O'Lantern se volvió malvado una vez más.
Durante la historia de Avengers: Standoff!, Jack O'Lantern era un recluso de Pleasant Hill, una comunidad cerrada establecida por S.H.I.E.L.D.
Jack O'Lantern finalmente es perseguido por sus muchos crímenes por el Venom original, Eddie Brock, y es golpeado por él. Brock lo deja vivir, aunque implica que rompe la espina dorsal de Jack y lo deja en una condición crítica antes de ser teletransportado a un universo paralelo.

## Poderes y habilidades
Levins modeló su vestuario y equipo después de los creados por Jason Philip Macendale, Jr., el primer Jack O'Lantern. Levins llevaba una armadura corporal completa hecha de malla de metal cubierta de paneles de Kevlar multi-segmentados, que incorpora una carcasa rígida y articulada que puede resistir una ojiva antitanque Bazooka de 7 libras. Llevaba un casco a prueba de balas con un suministro interno de aire comprimido de tres horas. El casco está equipado con un intensificador de imagen telescópico infrarrojo para ver en la oscuridad y un dispositivo de escaneo de 360 grados para ver todo a su alrededor. La base del casco está equipada con una fina red de orificios que mantienen una llama de baja temperatura y baja densidad ("stage-fire") que hace sonar el casco en todo momento. El suministro de aire enfría el interior del casco. El casco está acolchado para proteger su cabeza de lesiones. Levins está armado con blásters que pueden producir una descarga eléctrica dentro de un alcance de 35 pies (11 m). También utilizó varios tipos de granadas, incluidas la anestesia, lacrimógeno (gas lacrimógeno), alucinógenos y granadas de gas regurgitantes, granadas de humo y granadas de conmoción cerebral. Las granadas tienen forma de esferas o calabazas. Él puede disparar granadas pequeñas desde dispositivos de muñeca. También puede lanzar "capturadores de fantasmas", que son películas gruesas y semitransparentes que se adhieren a la víctima. Levins monta sobre un aerodeslizador de un solo hombre con un motor eléctrico alimentado por una batería recargable de litio de alta densidad. Las granadas tienen forma de esferas o calabazas. Él puede disparar granadas pequeñas desde dispositivos de muñeca. También puede lanzar "capturadores de fantasmas", que son películas gruesas y semitransparentes que se adhieren a la víctima. Levins monta sobre un aerodeslizador de un solo hombre con un motor eléctrico alimentado por una batería recargable de litio de alta densidad. Las granadas tienen forma de esferas o calabazas. Él puede disparar granadas pequeñas desde dispositivos de muñeca. También puede lanzar "capturadores de fantasmas", que son películas gruesas y semitransparentes que se adhieren a la víctima. Levins monta sobre un aerodeslizador de un solo hombre con un motor eléctrico alimentado por una batería recargable de litio de alta densidad.
Berkhart usó las mismas armas que las encarnaciones previas de Jack O'Lantern, junto con armas químicas que causan alucinaciones psicodélicas y alucinantes. Su cómplice Maguire era un experto diseñador de dispositivos de efectos especiales e ilusiones escénicas, un maestro hipnotizador y experto en química y robótica, incluido un robótico gato negro. Ella ha utilizado su conocimiento avanzado de imágenes por computadora y realidad virtual para mejorar las técnicas de Mysterio, lo que le permite pretender ser Loco Jack a través de representantes mientras se oculta de forma segura en su guarida secreta.
El hermano de Levins puede transformarse en un demonio con la cabeza de un Jack-o'-lantern usando los poderes de un demonio místico desconocido.
Jack O-Lantern del Maestro del Crimen, junto con las mismas armas generales que las anteriores, tiene una flota de pequeños robots demoníacos voladores de dibujos animados. En lugar del aerodeslizador de Levins, monta una "escoba" con propulsión a chorro.

## Otras versiones

### MC2
En la línea de tiempo, MC2, Maguire creó el personaje Spider-Ham para atraer a Spider-Man al edificio Heartland Entertainment. Una vez allí, Spider-Man se encontró con Araña, y juntos lucharon contra los robots creados por Jack O'Lantern. Años más tarde, Maguire atrajo a la hija de Spider-Man, Spider-Girl, al mismo lugar. Después de luchar contra varios Jack O'Lanterns, Spider-Girl los terminó y descubrió que Maguire era realmente un robot. 

### Tierra-Caos
En el evento, ¡El día antes de Halloween 13 años después del Caos!, Jack O'Lantern lanzó un plan para provocar un infierno en la Tierra y dominar el mundo con la alineación adecuada del cosmos. Criando personas muertas y animando dinosaurios, buscó reunir a los héroes restantes del mundo con el propósito de eliminarlos. Sin embargo, el Hermano Voodoo (Jericho Drumm) y los Supernaturales pudieron superar sus maquinaciones, enviando a Jack a otra dimensión. Con Jack fuera, sus secuaces desaparecieron y el mundo se salvó. ¡Jack O'Lantern todavía puede estar reteniendo a los héroes capturados desde el primer Caos! evento en su varita mágica y planear otra toma de control de la Tierra.

### JLA / Avengers
Jack O'Lantern es uno de los villanos cautivados que defienden la fortaleza de Krona cuando los héroes lo asaltan. Se muestra al Demonio de Tasmania empujando algunas rocas sobre él.

## En otros medios

### Televisión
- Jack O'Lantern aparece en Ultimate Spider-Man: Web Warriors, episodio, "Noche de Halloween en el Museo" (que fue un crossover con Jessie). Esta versión es el resultado de Morgan le Fay colocando mágicamente una linterna en la cabeza de un guardia de seguridad (expresado por Drake Bell[30]) en sus planes para traer el fin del mundo. Jack O'Lantern ataca a Spider-Man, Jessie Prescott y los niños Ross (Emma Ross, Luke Ross, Ravi Ross y Zuri Ross) en la exhibición espacial. Mientras Spider-Man maneja a Jack O'Lantern, Jessie y los Niños Ross se esconden durante la batalla. Después de que Morgan le Fay es derrotada, Jack O'Lantern regresa a ser un guardia de seguridad.
- Una variación de Jack O'Lantern aparece en el episodio de Spider-Man "Bring On the Bad Guys" Pt. 3, expresado por Booboo Stewart.[31] Aprovechando la recompensa de Spider-Man, lo ataca en el puente de Brooklyn. Spider-Man hizo muchos juegos de palabras de Halloween luchando contra él. Cuando siguió a Jack O'Lantern a una fábrica de caramelos, Spider-Man luchó contra Jack O'Lantern hasta que lo golpeó en una tina de caramelo y lo cargó en la cinta transportadora. Spider-Man luego lo deja para la policía.

### Videojuegos
- Jack O'Lantern apareció en el videojuego de Spider-Man The Animated Series como un mini jefe en la prisión de Ravencroft para el nivel Insane en la versión de Sega Genesis y como un mini jefe en el nivel de Coney Island en la versión de SNES.
- Una versión de Jack O'Lantern aparece en Marvel: Ultimate Alliance 2. Aparece en el fondo de videos del juego como uno de los supervillanos controlados por S.H.I.E.L.D. Control Nanites. También se detalla en el arte desbloqueable, pero no aparece en el juego.
- Jack O'Lantern aparece como jefe en el juego de Facebook Marvel: Avengers Alliance.
- Jack O'Lantern aparece como un personaje principal en el videojuego Spider-Man Unlimited, con la voz de Travis Willingham.
- Jack O'Lantern aparece en el juego Marvel Avengers Academy.
- Jack O'Lantern aparece como un disfraz mejorado para el Duende Verde en Marvel Heroes.[32]
- Jack O'Lantern aparece como personaje jugable en Marvel Contest of Champions.[33]